# Spis ludności Stanów Zjednoczonych
Spis ludności Stanów Zjednoczonych – spis ludności przeprowadzany regularnie w Stanach Zjednoczonych. Na mocy drugiej sekcji pierwszego artykułu Konstytucji Stanów Zjednoczonych ma on miejsce raz na dziesięć lat, a dane z niego uzyskane służą do ustalenia granic jednomandatowych okręgów wyborczych do Izby Reprezentantów Stanów Zjednoczonych. Pierwszy spis ludności Stanów Zjednoczonych miał miejsce w 1790 roku, a ostatni w roku 2020. Kolejny jest planowany na rok 2030. Współcześnie spis przeprowadzany jest przez specjalnie w tym celu powołaną agencję, United States Census Bureau.
Indywidualne wypełnione kwestionariusze są objęte tajemnicą i publicznie udostępniane dopiero po 72 latach od przeprowadzenia spisów. Jednak w okresie drugiej wojny światowej nielegalnie udostępniono te dane służbom wywiadowczym, co doprowadziło do internowania dziesiątek tysięcy obywateli Stanów Zjednoczonych pochodzenia japońskiego.